# 南部鶴彦
南部 鶴彦（なんぶ つるひこ、1942年11月6日 - ）は、日本の経済学者。学習院大学名誉教授。

## 略歴
東京生まれ。1966年東京大学経済学部卒業、1973年同大学院経済学研究科博士課程満期退学。1970年武蔵大学経済学部助手、1973年専任講師、1975年助教授、1976年9月学習院大学経済学部助教授、1979年教授、2013年定年となり、名誉教授。1978年〜1980年ルヴァン大学経済学部客員教授。

## 著書
- 『産業組織と公共政策の理論』(経済学研究双書)日本経済新聞社 1982
- 『テレコム・エコノミクス 競争と規制のメカニズムを探る』日本経済新聞社 1986
- 『エナジー・エコノミクス 電力システム改革の本質を問う 第2版』日本評論社 2017

### 共編著
- 『交通と通信』岡野行秀共著 放送大学教育振興会 1987
- 『ネットワーク産業の展望』木全紀元,伊藤成康共編 (郵政研究所研究叢書) 日本評論社 1994
- 『エナジー・エコノミクス 電気・ガス・石油:理論・政策融合の視点』西村陽共著 日本評論社 2002
- 『医薬品産業組織論』編 東京大学出版会 2002
- 『電力自由化の制度設計 系統技術と市場メカニズム』編 東京大学出版会 2003
- 『クリーンエネルギー国家の戦略的構築 二十一世紀の電気文明時代を生きる知恵』合田忠弘,土屋直知,永野芳宣共著, 石原進,永野芳宣監修 財界研究所 2012

### 翻訳
- J.de V.グラーフ『現代厚生経済学』前原金一共訳 創文社 1973
- マシュー・エデル『環境の経済学』(現代経済学叢書) 東洋経済新報社 1981
- G.J.スティグラー『価格の理論 第4版』辰巳憲一共訳 有斐閣 1991
- アレクシス・ジャックマン『新しい産業組織論』山下東子共訳 日本評論社 1992

## 論文
- 南部鶴彦